# Elminius kingii
Elminius kingii är en kräftdjursart som beskrevs av King 1831. Elminius kingii ingår i släktet Elminius och familjen havstulpaner. Inga underarter finns listade i Catalogue of Life.